# فرناندو كاسيراس
فرناندو كاسيراس (بالإسبانية: Fernando Cáceres)‏ (مواليد 7 فبراير 1969) هو لاعب كرة قدم. يلعب مع منتخب الأرجنتين لكرة القدم. سبق له أن لعب في [[كأس
العالم لكرة القدم]] مع منتخب بلاده.

## مسيرته الكروية
لعب فرناندو كاسيراس خلال مسيرته الاحترافية مع 8 أندية في واحد وعشرون موسمًا وسجل خلالها 13 هدفًا ضمن 587 مباراة. حيث فاز في موسم واحد بالكأس وفي موسم واحد بالدوري.
خاض فرناندو كاسيراس مسيرته مع نادي أرجنتينوس جونيورز في موسم 1988–89 ليلعب معه أربعة مواسم، مشاركًا في 121 مباراة سجل خلالها 4 أهداف. ثم انتقل إلى نادي ريفر بليت في موسم 1991–92 ولمدة موسمين، حيث شارك في 53 مباراة سجل خلالها هدفين. لينتقل بعدها إلى نادي ريال سرقسطة في موسم 1993–94 واستمر معه طيلة ثلاثة مواسم، مشاركًا في 91 مباراة سجل خلالها 3 أهداف. ثم انتقل إلى نادي فالنسيا في موسم 1996–97 ولمدة موسمين، مشاركًا في 51 مباراة ولم يسجل أي هدف. هذا وانتقل لاحقًا إلى نادي سيلتا فيغو في موسم 1998–99 ليلعب معه ستة مواسم، مشاركًا في 198 مباراة سجل خلالها 3 أهداف. ثم انتقل بعدها إلى نادي إنديبندينتي في موسم 2004–05 ولمدة موسمين، مشاركًا في 46 مباراة ولم يسجل أي هدف.

## روابط خارجية
- فرناندو كاسيراس على موقع الاتحاد الدولي (مؤرشف)  (الإنجليزية)
- فرناندو كاسيراس على موقع الاتحاد الأوربي (الإنجليزية)
- فرناندو كاسيراس على موقع قاعدة بيانات كرة القدم.إي يو (الإنجليزية)
- فرناندو كاسيراس على موقع ناشيونال فوتبول تيمز (الإنجليزية)
- فرناندو كاسيراس على موقع عالم كرة القدم.نت (الإنجليزية)